# سیارک ۲۵۴۴
سیارک ۲۵۴۴ (به انگلیسی: 2544 Gubarev، نامگذاری:1980PS) دو هزار و پانصد و چهل و چهارمین سیارک کشف شده‌است که در ۶ اوت ۱۹۸۰ کشف شد.
قدر مطلق سیارک برابر ۱۲٫۳۰ است.